# Grimmia latifolia
Grimmia latifolia är en bladmossart som beskrevs av Bridel 1826. Grimmia latifolia ingår i släktet grimmior, och familjen Grimmiaceae. Inga underarter finns listade i Catalogue of Life.